# Trọng lượng riêng
Trọng lượng riêng (tiếng Anh: specific weight) là trọng lượng của một mét khối trên một vật thể. Đơn vị của trọng lượng riêng là niutơn trên một mét khối {\displaystyle (N/m^{3})}.

## Công thức tính trọng lượng riêng
Trọng lượng riêng của vật được tính bằng trọng lượng chia cho thể tích:
{\displaystyle d={P \over V}}
Trong đó:
- d là trọng lượng riêng (N/m³)
- P là trọng lượng (N)
- V là thể tích (m³)

{\displaystyle \Rightarrow } {\displaystyle P=d.V}
{\displaystyle \Rightarrow V={\operatorname {P} \! \over \operatorname {d} \!}}
Liên hệ giữa trọng lượng riêng và khối lượng riêng: d = D.g